# Bob Sénoussi
Al Habo Sénoussi, dit Bob Sénoussi, né le 15 octobre 1966 à N'Djaména au Tchad, est un ancien footballeur franco-tchadien. 
Depuis sa retraite sportive en 2000, il est délégué de la Région Sud-Ouest de l'UNFP.

## Biographie
Au cours de sa carrière, Bob Sénoussi dispute 37 matchs en Division 1 et 174 matchs en Division 2.

## Carrière
- ????-1984 :  FC Antibes
- 1984-1988 :  OGC Nice
- 1988-1989 :  Le Touquet AC
- 1989-1989 :  Quimper CFC
- 1989-1992 :  Stade rennais
- 1992-1993 :  Le Touquet AC
- 1993-1994 :  Pau Football Club
- 1994-1995 :  Grenoble Foot 38
- 1995-1997 :  Le Mans UC 72
- 1997-1999 :  Lille OSC
- 1999-2000 :  AS Valence[2]

## Palmarès
- Vice-champion de France de Division 2 en 1990 avec le Stade rennais